# David Mach
David Mach (Methil (Fife), 18 maart 1956) is een Schots beeldhouwer, die sculpturen en installaties vaak maakt met alledaags recyclemateriaal. Hij kan daarom doorgaan voor assemblagist. Hij liet The diving woman plaatsen op het strand van De Haan in Vlaanderen, in het kader van de kunstmanifestatie 2003 Beaufort aan de Belgische kust.

## Galerij

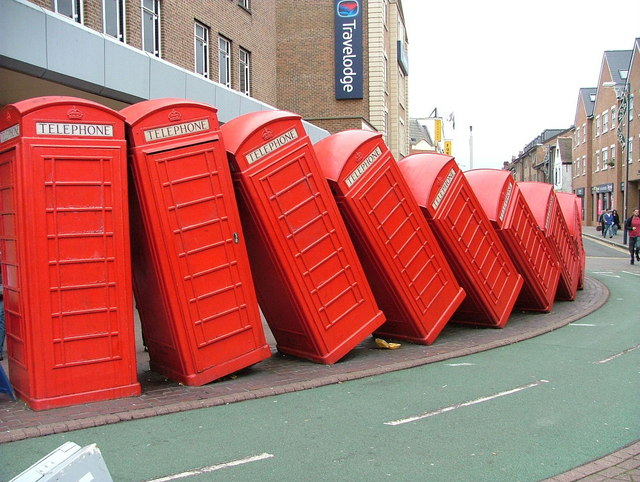
Out of order in Kingston upon Thames
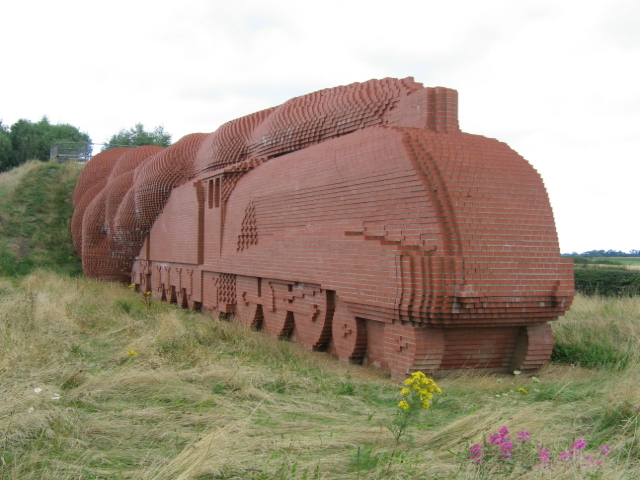
Brick train bij Darlington aan de A66
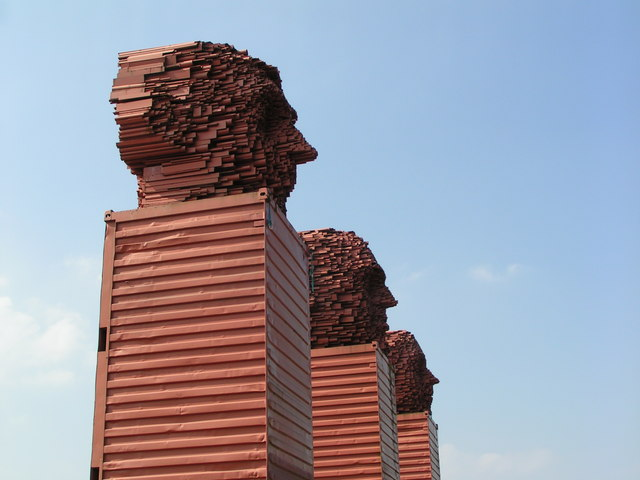
The Big Heids, aan de M8/A8 als eerbetoon aan de staalindustrie in Lanarkshire